# Андреас Лекнесунд
Андреас Рикардсен Лекнесунд (норв. Andreas Rikardsen Leknessund; 21. мај 1999) норвешки је професионални бициклиста који тренутно вози за UCI про тур тим — Уно Х мобилити. Освојио је два пута првенство Норвешке у вожњи на хронометар, а по једном трку Артик рејс оф Норвеј и првенство Норвешке у друмској вожњи.
На Ђиро д’Италији 2023. узео је розе мајицу за лидера трке на четвртој етапи, чиме је постао први норвешки возач у историји који је носио лидерску мајицу на Ђиру. Мајицу је изгубио на хринометру на деветој етапи, а Ђиро је завршио на осмом мјесту у генералном пласману.